# Orphnus dewittei
Orphnus dewittei är en skalbaggsart som beskrevs av Rudolph Petrovitz 1971. Orphnus dewittei ingår i släktet Orphnus och familjen Orphnidae. Inga underarter finns listade i Catalogue of Life.